# Gaël Kakuta
Gaël Kakuta (Lilla, França, 21 de juliol de 1991) és un futbolista professional francès que actualment milita a les files del RC Lens.
Producte juvenil de Lens, Kakuta es va traslladar al Chelsea el 2007 després d'una controvertida transferència. Al Chelsea FC va gaudir de pocs minuts i va ser cedit a sis equips de cinc països diferents abans de marxar a jugar amb el Sevilla després de l'expiració del seu contracte el 2015.
Als primers anys com a futbolista va defensar la samarreta de França com a internacional, en tots els grups d'edat fins a la categoria sub-21. Tanmateix el 2017 va decidir canviar de selecció nacional i des de llavors defensa els colors de la República Democràtica del Congo.